# SV Roßbach/Verscheid
Der SV Roßbach/Verscheid (bis 2007 SV Roßbach/Wied) ist ein im Jahr 1968 gegründeter Sportverein aus der rheinland-pfälzischen Ortsgemeinde Roßbach an der Wied. Zwischen 1994 und 2007 spielte die Fußballabteilung in einer Spielgemeinschaft mit dem SV Verscheid als SG Roßbach/Verscheid. In der Saison 2019/20 spielt der SV Roßbach/Verscheid in der Kreisliga A Westerwald/Wied.

## Geschichte

Logo bis 2007

Fünf Jahre nachdem die SpVgg Breitscheid-Roßbach den Spielbetrieb eingestellt hatte, unternahm man in Roßbach 1968 einen neuen Anlauf zur Gründung eines Fußballvereins. Unter dem Vorsitz von Peter Groß hoben 48 Mitglieder den SV Roßbach/Wied aus der Taufe. Dem ursprünglich als Fußballverein gegründeten Club wurde 1971 eine Tischtennisabteilung und 1995 eine Abteilung für Damengymnastik angegliedert.
Sportlich erfolgreichste Sparte ist die Fußballabteilung. In den ersten 20 Jahren seines Bestehens spielte der Verein in den unteren Ligen des Fußballverbandes Rheinland. Erst 1988 setzte mit dem Bau eines neuen Sportplatzes ein Fußballboom in Roßbach ein. Die Jugendabteilung wuchs auf fünf Mannschaften an. Ein Jahr nachdem man mit dem benachbarten SV Verscheid eine Spielgemeinschaft eingegangen war, gelang 1995 unter Trainer Rudi Schmitz erstmals der Aufstieg in die Kreisliga A. Dem sofortigen Abstieg folgte 1997 der Wiederaufstieg in die Kreisliga A, 1998 der Aufstieg in die Bezirksliga, 2000 in die Landesliga und 2001 schließlich in die Rheinlandliga.
In der Saison 2005/06 wurde die SG Roßbach/Verscheid Meister der Rheinlandliga, durfte jedoch als Spielgemeinschaft nicht in die Oberliga Südwest aufsteigen. Im gleichen Jahr qualifizierte sich das Team als Teilnehmer am Endspiel um den Rheinlandpokal für die erste Hauptrunde um den DFB-Pokal, wo es im September 2006 dem Bundesligisten Borussia Mönchengladbach mit 1:4 unterlag. Nach Auflösung der Spielgemeinschaft mit Verscheid wurde der SV Roßbach/Wied in der Saison 2006/07 erneut Meister der Rheinlandliga und stieg erstmals in die Oberliga Südwest auf.
In seiner ersten Oberligasaison (2007/08) machte der Aufsteiger in der Hinrunde durch Überraschungssiege gegen die Aufstiegsfavoriten aus Pirmasens, Kaiserslautern, Homburg und Worms auf sich aufmerksam. Auch beim 1. FC Saarbrücken gelang den Roßbachern ein Punktgewinn. Da allerdings gegen einige vermeintlich schwächere Gegner verloren wurde, belegte die Mannschaft zur Winterpause den zehnten Platz. Eine sehr durchwachsene Rückrunde bescherte der Elf aus dem Wiedtal schließlich den 12. Platz. In der darauffolgenden Saison 2008/09 belegte die Mannschaft im Endklassement den 8., in der Spielzeit 2009/10 den 14. und 2010/11 den 13. Platz. 2011/12 wurde man nur 15., holte jedoch in dieser Saison mit einem 2:0-Sieg in Emmelshausen gegen den TuS Mayen den Rheinlandpokal. Damit qualifizierte sich der SV Roßbach/Verscheid für die erste Runde des DFB-Pokals 2012/13, wo man auf den Bundesligisten FSV Mainz 05 traf und mit 0:4 ausschied. In der Saison 2013/14 belegte der SV Roßbach/Verscheid den 18. Rang, was den Abstieg aus der Oberliga Rheinland-Pfalz/Saar bedeutete. Zur Saison 2014/15 nahm man den Platz in der Rheinlandliga nicht wahr, sondern der Verein zog sich in die Kreisliga B Nord Westerwald/Wied zurück, in der man auf Anhieb Meister wurde und man zur Saison 2015/16 in die Kreisliga A Westerwald/Wied aufstieg.

## Erfolge
- Meister der Rheinlandliga 2006 und 2007
- Rheinlandpokalsieger 2012
- Finalist im Rheinlandpokal 2005, 2006, 2009
- Teilnahme am DFB-Pokal 2006/07 und 2012/13

## Spielstätte
Der SV Roßbach trägt seine Heimspiele auf dem zwischen 1987 und 1988 errichteten Sportplatz in der Au aus.